# Nemanja Petrović
Nemanja Petrović (Valjevo, 17 de abril de 1992) es un futbolista serbio que juega en la demarcación de centrocampista para el FK TSC Bačka Topola de la Superliga de Serbia.

## Selección nacional
Tras jugar en las categorías inferiores de la selección, finalmente hizo su debut con la selección de fútbol de Serbia en un partido amistoso contra Estados Unidos que finalizó con un resultado de 1-2 a favor del combinado serbio tras los goles de Luka Ilić y Veljko Simić para Serbia, y de Brandon Vazquez para el conjunto estadounidense.

## Clubes
| Club                        | País     | Año       | Partidos | Goles |
| --------------------------- | -------- | --------- | -------- | ----- |
| FK Teleoptik                | Serbia   | 2010-2013 | 77       | 5     |
| FK Partizan                 | Serbia   | 2013-2016 | 56       | 1     |
| Maccabi Netanya FC (cedido) | Israel   | 2016      | 9        | 0     |
| GD Chaves                   | Portugal | 2016-2017 | 2        | 0     |
| FK Napredak Kruševac        | Serbia   | 2017-2019 | 65       | 0     |
| FK Rad                      | Serbia   | 2019-2020 | 3        | 0     |
| FK TSC Bačka Topola         | Serbia   | 2020-     | 174      | 6     |